# مجزرة عائلة خضر
مجزرة عائلة خضر ( 6 يونيو 2025) هي مجزرة ارتكبها سلاح جوّ الإحتلال الإسرائيلي يوم الجمعة الموافق 6 يونيو 2025 وهو أول أيام عيد الأضحى المبارك، حينما أغارَ على منزل عائلة خضر في جباليا شمال قطاع غزة. أسفرت هذه المجزرة الإسرائيليّة والتي استهدفت منزل مكوَّن من خمسة طوابق للعائلة عن استشهاد أكثر من 40 مدني من بينهم أطباء ومهندسين وأكاديميين وأطفال.

## خلفية الحدث
في ساعاتِ الصباح الأولى من يوم السابع من أكتوبر 2023 أطلقت حركة المقاومة الإسلامية حماس عبر ذراعها العسكري كتائب الشهيد عز الدين القسام عملية طوفان الأقصى وذلك ردًا على الاعتداءات الإسرائيلية وتدنيس الأقصى والاستمرار في الاستيطان كما أكّد على ذلك محمد الضيف القائد العام للقسّام والذي أعطى إشارة انطلاق العمليّة التي شهدت اقتحامًا من المقاومين لمستوطنات غلاف غزة ونجحوا في قتلِ عدد كبيرٍ من الجنود الإسرائيلين، وأسر عشرات آخرين كما استطاعوا خلال ساعات قطع عشرات الكيلومترات ووصلوا لمستوطنات أبعد من تلك المحيطة والقريبة من قطاع غزة.
استمرَّت الاشتباكات بين الجيش الإسرائيلي وبين المقاومين في عديد من المستوطنات وعلى رأسها مستوطنة سديروت. الرد الإسرائيلي على هذه العمليّة جاء من خلال شنّ سلاح الجو الإسرائيلي عشرات الغارات العشوائيّة على القطاع متسبّبة في مقتل عشرات المدنيين وتدمير البنية التحتية لمدن القطاع، ليصل حد فرض إغلاق شامل وقطع متعمد لكل الخدمات من ماء وكهرباء وغاز، وهو ما هدَّد حياة أكثر من مليونَي فلسطيني يعيشُ داخل القطاع الذي يُعاني أصلًا من تبعات الحصار الخانق عليهم منذ ستة عشر عاماً.

## المجزرة
منذ بدء الحرب الفلسطينية الإسرائيلية 2023، قام سلاح الجو الإسرائيلي بقصف العديد من المنازل المدنية وارتكاب العديد من المجازر بحق المدنيين، ومن بينهم مجزرة عائلة خضر، ما أدى إلى استشهاد 40 فرد من أفراد العائلة.